# Love in This Club
Love in This Club är en sång av den amerikanska R&B-sångaren Usher. Den släpptes som den ledande singeln från hans album Here I Stand i februari 2008 och nådde första plats på Billboard Hot 100. Rapparen Young Jeezy medverkar i låten.
Love in this club, part II är en mix på låten.